# Караван мигрантов в США
Караван мигрантов в США — многолюдный неорганизованный марш крестьян, работников плантаций, подростков, спасающихся от нищеты и преступности, из стран Центральной Америки к южным границам США. Вышел из Сан-Педро-Сула в Гондурасе 12 октября 2018 года. 19 ноября прибыл в город Тихуана в Мексике и разместился в палатках на стадионе под открытым небом. По разным оценкам, численность участников составляет от 7 до 10 тыс. чел.
Центральноамериканские караваны мигрантов, также известные как Viacrucis del Migrante («Крестный путь мигрантов»), — это караваны мигрантов, организованные Пуэбло Син Фронтерас (Люди без границ), которые отправились во время Святой Недели в начале 2017 года и 2018 года. Состоит из людей, которые бежали от бандитского насилия, бедности и политических репрессий из Северного треугольника Центральной Америки (NTCA), из караванов от границы Гватемала-Мексика до границы Мексики-США. В предыдущие годы также было мелкие несвязанные караваны и большой неофициальный караван в конце 2018 года.

## История
Pueblo Sin Fronteras поддержали свой первый караван Страстной недели в 2017 году.
25 марта 2018 года группа из примерно 700 мигрантов (80 % из Гондураса) начала свой путь на север от Тапачулы. К 1 апреля караван прибыл в Матиас-Ромеро, штат Оахака, и вырос до 1200 человек. В середине апреля 500 мигрантов продолжали двигаться на север из Мехико — последней официальной остановки каравана — в сторону Тихуаны, отдельными группами на крышах вагонов грузового поезда. Двое автобусов с мигрантами прибыли в Тихуану 25 апреля, а ещё четыре автобуса направлялись из Эрмосильо. 29 апреля 2018 года, преодолев 2500 миль (4000 км) через Мексику, караван мигрантов подошел к концу в Парке дружбы на границе Мексики и Соединенных Штатов в Тихуане.
Более 150 мигрантов готовы просить убежища у сотрудников иммиграционных служб США. Генеральный прокурор США Джефф Сешнс назвал караван «преднамеренной попыткой подорвать наши законы и разрушить нашу систему». 30 апреля Управление юстиции Сешнса объявило уголовное обвинение против одиннадцати человек за незаконное пересечение границы.
Американский помощник Скотт Уоррен был арестован 12 мая по обвинению в незаконном укрытии людей в стране, спустя несколько часов после публикации отчета, обвиняющего пограничный патруль США в подделке источников воды для мигрантов, пересекающих пустыню Аризоны. Он не признал себя виновным, и его суд был назначен на 14 ноября 2018 года.

## Караваны конца 2018 года
2 октября мигранты из Гондураса, Гватемалы, Никарагуа и Сальвадора собрались в Сан-Педро-Сула, втором по величине городе Гондураса. Караван начался на следующий день, намереваясь достичь Соединенных Штатов, чтобы избежать насилия, бедности и политических репрессий. Караван начался с около 160 мигрантов, но быстро собрал более 500 участников, когда он шел через Гондурас. Бартоло Фуэнтес, бывший гондурасский конгрессмен и один из координаторов марша, заявил, что цель каравана состояла в том, чтобы найти безопасность в цифрах во время движения на север. Несмотря на то, что он сначала был убежден, что караван был спонтанным движением, Фуэнтес с тех пор сообщил нескольким информационным агентствам, что караван был организован и популяризирован через фальшивый аккаунт в социальной сети с его собственным именем и фотографией, который с тех пор был удален из Facebook. Фуэнтес говорит, что впервые услышал о фальшивом сообщении Иринео Мухики из организации Pueblo Sin Fronteras. В тот же день американский вице-президент Майк Пенс призвал президентов Гондураса, Сальвадора и Гватемалы убедить своих граждан остаться дома. Президент Гондураса Хуан Орландо Эрнандес посоветовал своим гражданам вернуться домой и «не позволять использовать себя в политических целях». Pueblo Sin Fronteras не организовывали Октябрьский караван, но выразили свою солидарность с ним. Иринео Мухико, директор Pueblo Sin Fronteras, не рекомендовал каравану идти к Соединенным Штатам, вместо этого советуя своим членам искать убежище в Мексике.
Когда караван проходил через гватемальский город Чикимула, Фуэнтес был арестован полицией и депортирован. У других гондурасцев, путешествовавших на автобусах, были изъяты или арестованы документы, что заставляло мигрантов передвигаться пешком. При входе в Текун-Уман 18 октября 2018 года караван насчитывал около 5000 человек, но начал уменьшаться из-за скорости частей каравана и его приема в убежищах в Текуне Уман. В тот же день президент США Дональд Трамп пригрозил развернуть вооруженные силы США и закрыть границу США и Мексики, чтобы не допустить въезда каравана в страну. Трамп также угрожал сократить помощь странам, пропускающим караваны. Также 18 октября в Мексику были доставлены два самолета Boeing 727, которые перевозили сотрудников Федеральной полиции до границы Гватемала и Мексика. На следующий день, 19 октября, примерно 4000 мигрантов собрались в Текуне Умане. Мексиканские официальные лица, включая посла в Гватемале, потребовали, чтобы мигранты появлялись на границе в индивидуальном порядке для обработки. Мигранты проигнорировали просьбу и прошли по мосту, подавив гватемальскую полицию и мексиканские барьеры на мосту, затем вошли в Сьюдад-Идальго, штат Чьяпас, и столкнулись с федеральной полицией в защитном снаряжении. После часового противостояния с полицией, в которую мигранты бросали обувь и камни, слезоточивый газ использовался, чтобы толкнуть мигрантов обратно на мост. Официальные лица сообщили, что по меньшей мере шесть сотрудников мексиканской полиции получили ранения. После того, как военные действия закончились, мигранты сформировались в ряды и началась обработка мексиканскими властями. К середине дня мигрантам был разрешен въезд в Мексику, и их отвезли на автобусе в Тапачулу. По словам комиссара федеральной полиции Манелиха Кастилии Кравиотто, это было для обработки и убежища. Мигрантам с действительными визами и документами был разрешен немедленный въезд, в то время как просители убежища содержались в миграционном центре в течение 45 дней.